# Yahya Uld Sid'El Mustafá
Yahya Uld Sid'El Mustafá (1953) es un político de Mauritania.
Diplomado en derecho privado por la Universidad Sidi Mohamed Ben Abdallah de Fez (Marruecos), trabajó durante dos años en Radio Mauritania y en 1983 pasó a ser funcionario del Ministerio del Interior. De 2005 a 2007 fue Ministro de Orientación Islámica, en 2008 Ministro de Justicia y, con la remodelación de julio de ese año, volvió a ocupar la cartera de Alfabetización y Orientazión Islámica. Tres días después del golpe de Estado de agosto de 2008 que depuso al Presidente Sidi Ould Cheikh Abdallahi, dimitió junto a otros ocho miembros del gobierno en protesta por la sublevación militar y en defensa de la democracia y la legalidad constitucional.